# Грякове
Гряко́ве — село в Україні, у Чутівській селищній громаді Полтавського району Полтавської області. Населення становить 672 осіб. Колишній центр Гряківської сільської ради.

## Географія
Село Грякове знаходиться на березі річки Орчик, вище за течією примикає село Нове Грякове, нижче за течією на відстані 2 км розташоване село Вільхуватка.

## Легенда про Грякове
За легендою тут зупинялися чумаки, які везли сіль із Торських озер, які знаходилися недалеко біля сучасного Слов'янська.
Чумаки добре знали шлях, по якому возили сіль. Під'їжджаючи до цієї місцевості, чули сильний грачиний гамір. Чумаки говорили між собою, що як виїдеш за Можзький городок (тепер Валки) то треба «їхати на граки», тобто на крики граків у предковічному дубовому лісі, а там буде гарне, зручне місце для відпочинку. Потім дехто з чумаків почав задумуватись, а чи не оселитися назавжди в цих місцях. Привозили сюди сім'ю, займали займщину та й починали на ній господарювати. А хутір, який виник, тут почали подорожні називати Граковим. З роками назва змінилася на Грякове.

## Історія
За даними на 1864 рік у власницькому селі Гряківської волості Валківського повіту Харківської губернії мешкало 303 особи (150 чоловічої статі та 153 — жіночої), налічувалось 67 дворових господарств.
Станом на 1885 рік на колишньому власницькому селі, центрі Гряківської волості мешкало 751 особа, налічувалось 154 дворових господарства.
12 червня 2020 року, відповідно до розпорядження Кабінету Міністрів України № 721-р «Про визначення адміністративних центрів та затвердження територій територіальних громад Полтавської області», село увійшло до складу Чутівської селищної громади.
19 липня 2020 року, в результаті адміністративно - територіальної реформи та ліквідації Чутівського району, село увійшло до складу новоутвореного Полтавського району.

## Економіка
- Молочно-товарна ферма.
- ПП «Грякове».
- Кооператив «Орчик».

## Об'єкти соціальної сфери
- Школа.

## Відомі люди

### Народились
- Зарудний Микола Олексійович (1859—1919) — українсько-російський зоолог—орнітолог і мандрівник.